# Syzygium pyrrophloeum
Syzygium pyrrophloeum är en myrtenväxtart som beskrevs av Friedrich Ludwig Diels. Syzygium pyrrophloeum ingår i släktet Syzygium och familjen myrtenväxter. Inga underarter finns listade i Catalogue of Life.